# 더 게임 (2008년 영화)
"더 게임"은 2008년에 개봉한 대한민국의 영화이다.

## 캐스팅
- 신하균 : 민희도 역
- 변희봉 : 강노식 역
- 이혜영 : 이혜린 역
- 손현주 : 민태석 역
- 이은성 : 주은아 역
- 김혁 : 안 비서 역
- 추상록 : 김 박사 역
- 맹봉학 : 윤 이사 역
- 조청호 : 김 사장 역
- 신정근 : 물새 역
- 한재영 : 꽁지 역
- 한명환 : 집사 역
- 최욱 : 양아치 1 역
- 노승범 : 동네 건달 1 역
- 성인자 : 은아 모 / 갤러리 사장 역
- 장항선 : 박창하 역 (특별출연)